# دیدگاه مسیحیان درباره محیط زیست‌گرایی
دیدگاه مسیحیان دربارهٔ محیط زیست‌گرایی در میان مسیحیان و فرقه‌های مسیحی مختلف متفاوت است.
مسیحیت سبز، حوزه گسترده‌ای است که شامل تأمل الهیات مسیحی دربارهٔ طبیعت، اعمال مذهبی و روحانی مسیحی با محوریت مسائل زیست‌محیطی، و همچنین فعالیت مبتنی بر مسیحیت در جنبش زیست‌محیطی است. در عرصه کنشگری، مسیحیت سبز به گروه متنوعی از مسیحیان گفته می‌شود که بر مبنای کتاب مقدس یا الهیاتی برای حفاظت و جشن گرفتن محیط‌زیست تأکید دارند. این اصطلاح نشان‌دهنده یک فرقه خاص نیست، بلکه یک قلمرو مشترک نگرانی است.